# Wibault 260
Le Wibault 260 R.2 était un avion prototype français, candidat au concours pour un avion de reconnaissance biplace à long rayon d'action, ouvert en 1928. Huit prototypes ont participé au concours en 1928-1931, et le Wibault n'a pas été sélectionné pour une production en série.

## Conception
La spécification française R.2 de 1928 portait sur un avion de reconnaissance de construction entièrement métallique, biplace, rapide et doté d'une vitesse ascensionnelle élevée et d'un grand rayon d'action. Huit constructeurs aéronautiques ont proposé un prototype : Amiot 130, Breguet 330, Latécoère 490, ANF-Les Mureaux 111, Nieuport-Delage NiD.580, Potez 37, Weymann WEL-80 et Wibault 260. Une des clauses du cahier des charges exigeait que les constructeurs utilisent un moteur V12 Hispano-Suiza 12Nb à refroidissement par eau.
Le Wibault 260 était un monoplan à aile parasol cantilever, entièrement métallique. En plan, l’aile était en grande partie trapézoïdale jusqu'aux saumons arrondis. La section centrale de voilure, de faible envergure, avait un bord d'attaque droit. Le bord de fuite était en flèche inverse, avec une découpe à l'emplacement du cockpit pour améliorer le champ de vision. Le rapport entre l'épaisseur et la corde des panneaux extérieurs de voilure diminuait progressivement vers les extrémités des ailes. La voilure n'avait pas de dièdre. Les ailerons occupaient tout le bord de fuite. L'aile et le fuselage étaient reliées par une paire de supports de mâts de cabane, approximativement en forme de N, inclinés vers l’extérieur, reliant les extrémités extérieures de la section centrale de voilure et la partie supérieure du fuselage. Les ailes étaient construites autour de deux longerons avec un revêtement de duralumin.
La fuselage était entièrement construit en duralumin, avec une section transversale rectangulaire autour de quatre longerons. Son moteur V12 vertical Hispano-Suiza 12 Nb de 650 ch (480 kW) refroidi par eau se trouvait dans la partie avant du capot moteur pointu, avec des renflements autour des deux blocs-cylindres. Son radiateur peu épais était recourbé autour de la face inférieure du fuselage avant, derrière le moteur. Un réservoir de carburant de 500 litres se trouvait derrière la cloison pare-feu. Derrière celui-ci, le poste de pilotage se trouvait sous la découpe de l'aile, avec une bonne visibilité vers l'avant et le bas. Il était équipé de deux mitrailleuses fixes, tirant à travers le disque de l'hélice. Le poste de l'observateur aérien / mitrailleur était immédiatement derrière le pilote. Il était doté d'un équipement photographique et radio, ainsi que de deux mitrailleuses orientables.